# 유생

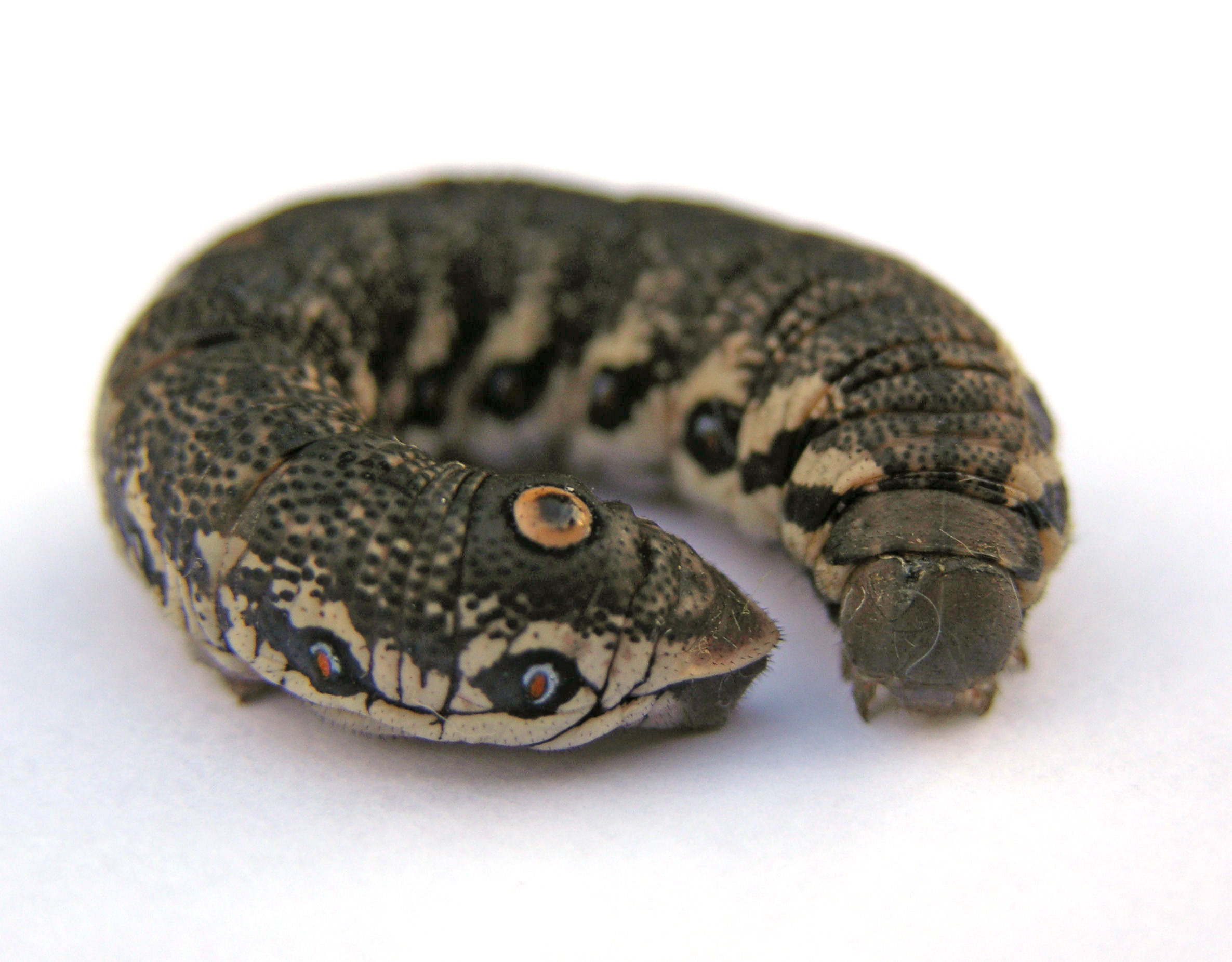
박각시의 일종(Proserpinus proserpina)의 유충

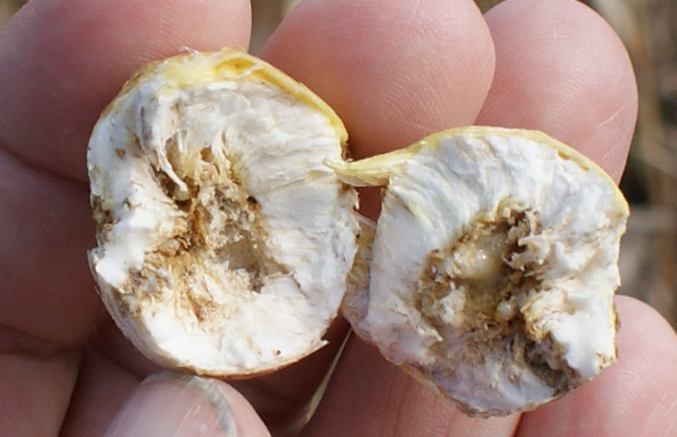
혹파리의 일종(Eurosta solidaginis)의 유충

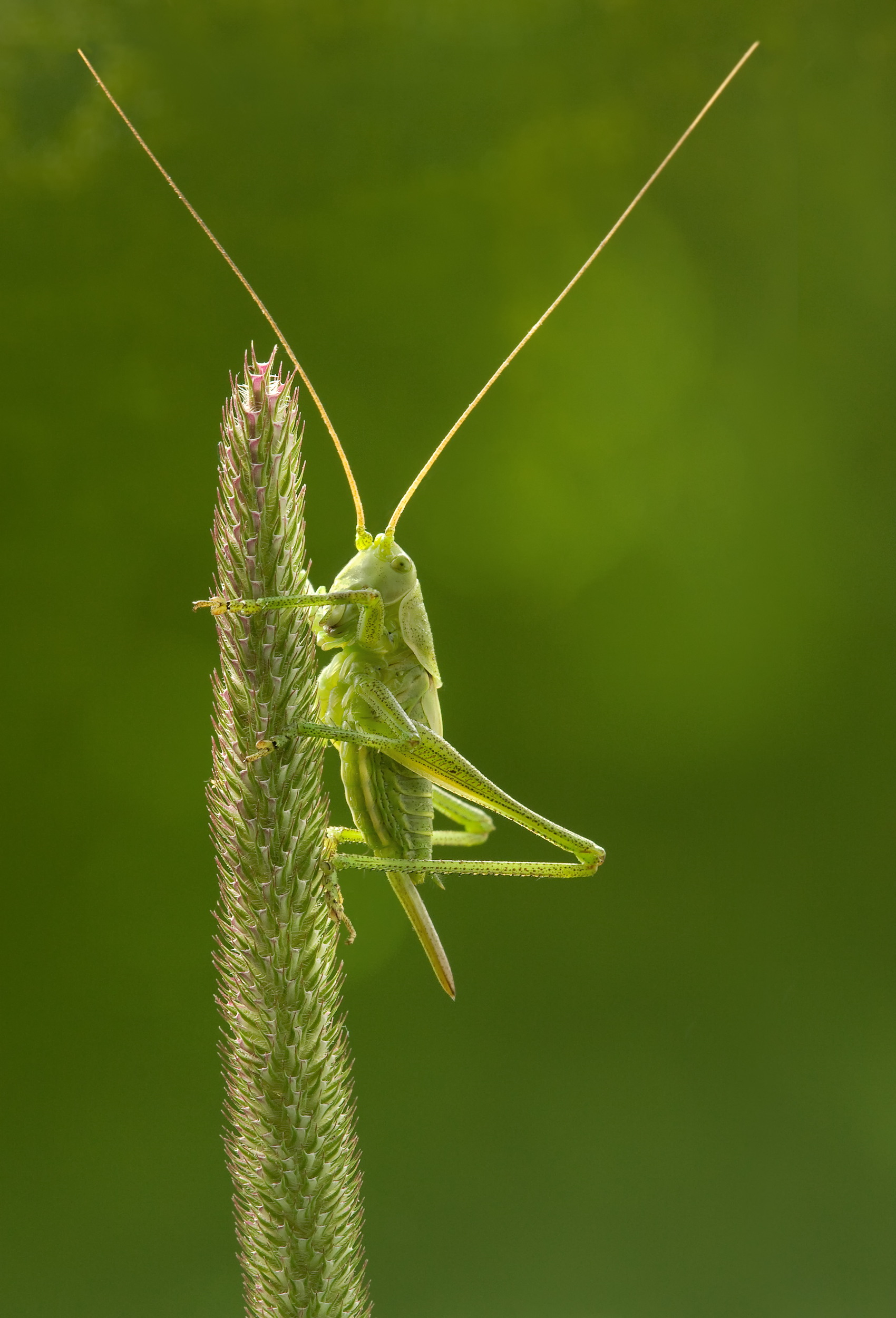
여치의 일종(Tettigonia viridissima)의 유충

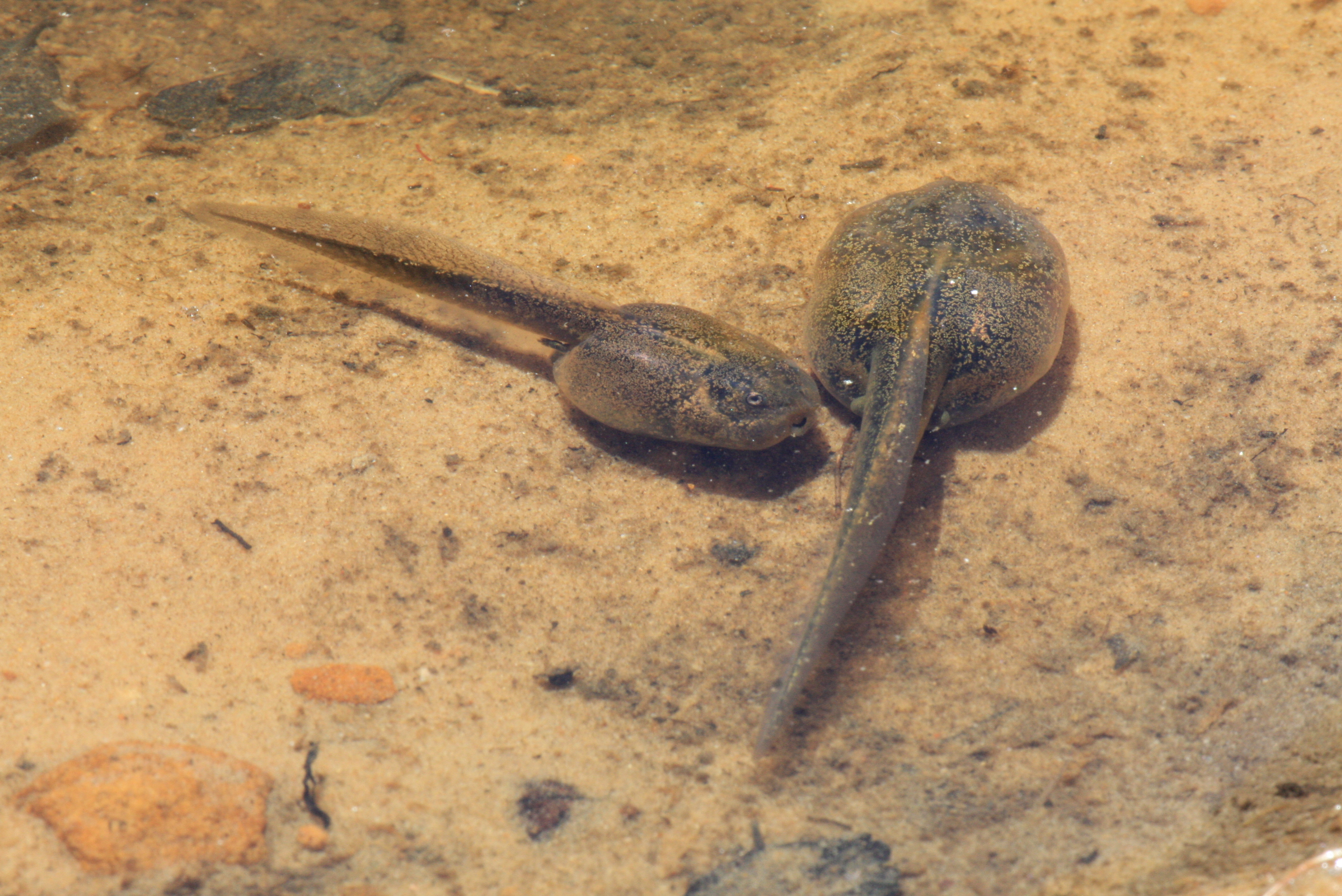
개구리의 유생 단계인 올챙이

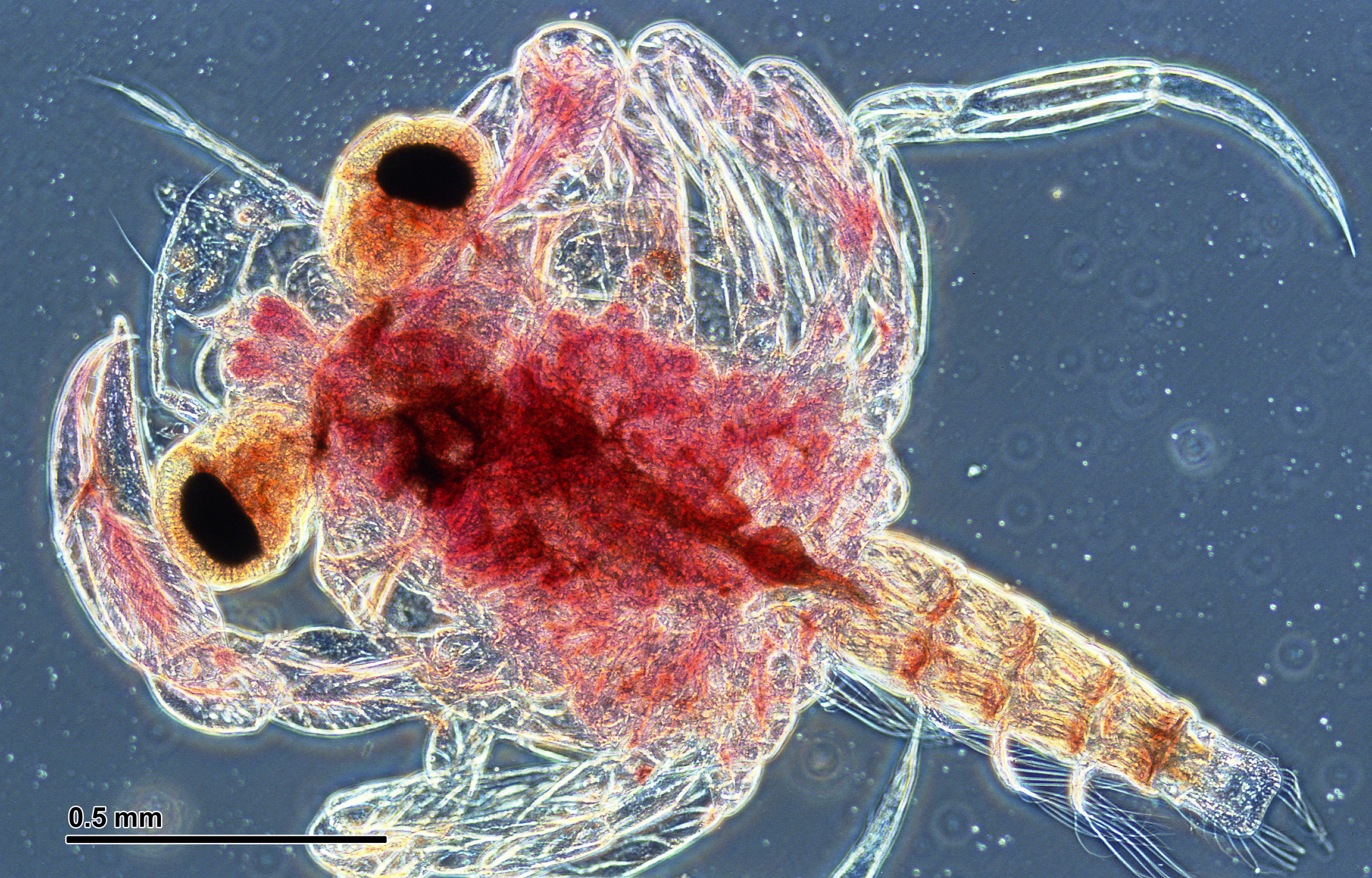
게의 유생

유생(幼生, larva)은 완전한 성체로 자라기 전까지 많은 동물들이 겪는 아직 다 자라지 않은 상태를 가리킨다. 곤충, 양서류, 자포동물과 같은 간접적인 발생을 하는 동물들은 그들의 생활환에 유생 과정을 거친다. 곤충의 경우 유충(애벌레)이라 하며, 양서류의 경우 올챙이라 한다. 일부 절지동물과 극피동물은 모습이 다른 여러 유생 단계를 거치며 성장한다.

## 모습
유생의 모습은 일반적으로 성체의 모습과는 다르며, 종에 따라 유생은 성체에서는 나타나지 않는 독특한 구조와 특수한 장기를 가지고 있는 것도 있다. 특히 곤충의 경우, 완전변태를 하여 번데기 과정이 존재하는 경우에 그 차이가 확연하며, 불완전변태를 하는 경우에는 비교적 차이가 적은 편이다.
유생은 성체와는 떨어진 환경에 자주 적응한다. 이를테면 올챙이와 같은 어떠한 유생들은 특이하게 물 환경에서 살지만 다 크면 개구리가 되어 물 밖으로 나와 산다. 구별된 환경에 살아가면서 유생은 포식자들로부터 보호를 받을 수 있고 어른벌레와의 자원 싸움을 줄일 수 있다.
유생 단계의 동물들은 성체로 자라기 위한 힘을 얻기 위하여 많은 양의 먹이를 먹는다. 따개비와 같은 일부 종들은 어른벌레가 되어서는 움직이지 않지만 움직이는 유생 형태로 이와 구별한다.
일부 종들의 유생은 유형성숙을 겪으며 더 이상 성체 형태로 발달하지 않는다. (이를테면 일부 영원) 이것은 유형성숙의 일종이다. 유생 형태는 언제나 반복설을 따른다는 오해가 있다. 반복설을 따르는 경우도 있으나 곤충에서와 같이 이따금씩은 이차적으로 진화하기도 한다.

## 종류와 이름
| 동물                                         | 유생 이름                   |
| -------------------------------------------- | --------------------------- |
| 히드라충강                                   | 플라눌라                    |
| 수많은 갑각류                                | 노플리우스                  |
| 십각목                                       | 조에아                      |
| 하루살이목, 메뚜기, 반시류 등                | 약충, 유충 (Nymph)          |
| 잠자리, 실잠자리                             | 학배기, 수채                |
| 나비와 나방                                  | 유충                        |
| 솔나방                                       | 송충이                      |
| 누에나방                                     | 누에, 누에벌레              |
| 박각시나방                                   | 감자벌레, 깻망아지          |
| 딱정벌레목(풍뎅이, 사슴벌레), 벌, 말벌, 매미 | 굼벵이 (Grub)               |
| 파리                                         | 구더기                      |
| 모기                                         | 장구벌레                    |
| 특정한 연체동물, 환형동물                    | 트로코포아                  |
| 특정한 연체동물                              | 벨리저                      |
| 민물 홍합                                    | 글로키디움                  |
| 칠성장어                                     | 애머시이트                  |
| 물고기 (일반적으로)                          | 자어(仔魚)                  |
| 뱀장어목                                     | 렙토세팔루스(Leptocephalus) |
| 양서류                                       | 올챙이                      |
| 불가사리                                     | 비핀나리아                  |

## 같이 보기
- 어른벌레
- 번데기
- 라바 (애니메이션)
- 부화